# Honza Špaňhel
Honza Špaňhel, vlastním jménem Jan Špaňhel, je český tvůrce na sociálních sítích, podnikatel a student. Je známý především díky svým videím v rámci kterých edukuje diváky v oblasti finanční gramotnosti.

## Život
Narodil se v roce 2003 v Ostravě. Po dokončení základní školy podal přihlášku na španělské jazykové gymnázium Hladnov v Ostravě. Po úspěšném dokončení maturitní zkoušky byl přijat na Ekonomickou fakultu Vysoké školy báňské v Ostravě na obor Podniková ekonomika a management, kde úspěšně dokončil bakalářské studium.
V prosinci 2023 založil na sociálních sítích Instagram a TikTok účty s názvy „tisicikoruna“ a „xddd.cz“. Projekt měl za cíl dokázat, že s investicí 1 000 Kč lze vybudovat značku oblečení a do konce roku 2024 dosáhnout zisku 100 000 Kč. Projekt dokončil se ziskem 180 965,21 Kč.